# Ton van Pelt
A.J.C. (Ton) van Pelt (1946) is een Nederlands politicus van de PvdA.
Begin 1986 werd hij wethouder in Winterswijk en ruim acht jaar later volgde zijn benoeming tot burgemeester van de Zuid-Hollandse gemeente Oostflakkee. In september 2007 ging Van Pelt vervroegd met pensioen. Sindsdien is hij actief als mediator bij conflictsituaties en als trainer/coach bij de Bestuursacademie Nederland.